# 扇羽阴地蕨
扇羽阴地蕨（学名：Botrychium lunaria）为阴地蕨科阴地蕨属下的一个种。

## 扩展阅读
- 維基物種上的相關：扇羽阴地蕨